# Friedrich Wilhelm Sander

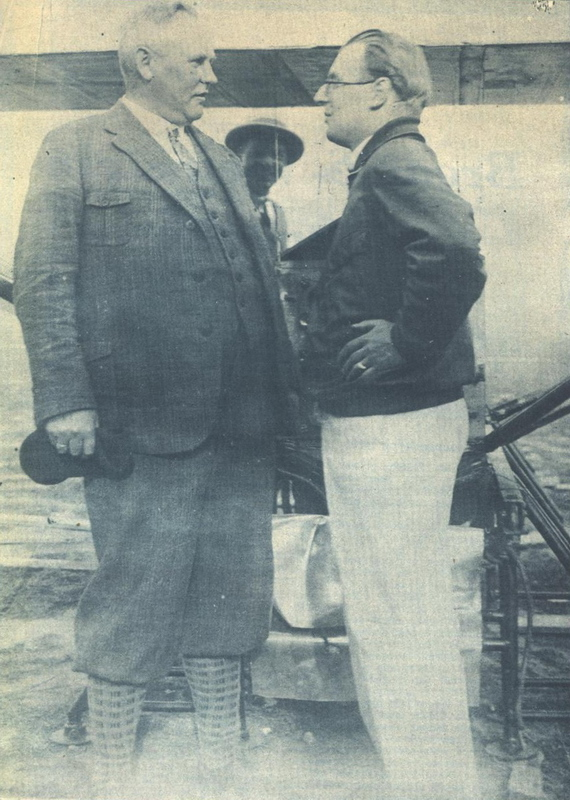
Friedrich Sander (stânga) și Fritz von Opel (dreapta). Rebstock, Frankfurt, 30 septembrie 1929

Friedrich Wilhelm Sander (25 august 1885, Glatz (Kłodzko) – 15 septembrie 1938) a fost un inginer și producător german de pirotehnică, cunoscut pentru contribuțiile sale la zborul cu propulsie de rachetă.
În 1923, Sander a cumparat compania H. G. Cordes din Bremerhaven, care fabrica încărcături cu pulbere neagră pentru harpoanele de vânătoare de balene încă de  la mijlocul secolului al XIX-lea. La scurt timp, Sander a extins gama de produse a fabricii, pentru a include rachete de semnalizare. În 1928, el a fost contractat de Max Valier, din partea lui Fritz von Opel, pentru a furniza rachete pentru a propulsa propulsie pentru mașini și avioane, ca un mijloc de promovare a companiei Opel. Proiectele lor comune au implicat crearea primului rocket car⁠(en)[traduceți] din lume, Opel RAK 1 și a primului rachetoplan, Ente.
Începând din 1930, Sander (împreună cu alte fabrici de pirotehnie) a început fabricarea secretă a rachetelor în scopuri militare, sub conducerea lui Walter Dornberger. În 1936 el a semnat un contract de vânzare a unora dintre aceste arme în Italia, dar a fost denunțat ca trădător de către naziști și arestat. În acest timp, compania sa a falimentat, dar după eliberarea sa de mai târziu în același an, Sander a fondat o noua companie, Comet GmbH, cu ajutorul unora dintre furnizorii săi anteriori. În 1938, firma sa a fost naționalizată, iar Sander a ajuns din nou în închisoare, unde mai târziu a și murit.